# 鹿児島トヨタ自動車
鹿児島トヨタ自動車株式会社（かごしまトヨタじどうしゃ）は、鹿児島県を主な販売エリアとする、トヨタ自動車の販売チャンネル（トヨタ店）である。通称、鹿児島トヨタ。諏訪一族グループの1社である。

## 概要
系列会社として、レクサス天保山、トヨタエルアンドエフ鹿児島株式会社、ジェームス鹿児島川内店、株式会社トヨタレンタリース鹿児島、トヨタモビリティパーツ鹿児島支社、南九州日野自動車株式会社がある（鹿児島トヨタ・諏訪一族グループ）。
かつてはフォルクスワーゲン車も取り扱っていたが2014年3月に販売を取りやめた。
2024年1月1日付で、ネッツトヨタ南九州株式会社を吸収合併した。
なお、トヨタカローラ鹿児島株式会社の経営者とは、親戚関係にある。

## 沿革
- 1942年 - 設立
- 2023年4月4日 - 2024年1月1日付けでネッツトヨタ南九州と合併する予定を発表する。
- 2024年1月1日 - ネッツトヨタ南九州を吸収合併。

## 拠点

### 鹿児島市
- 本社・鹿児島店 - 鹿児島市西千石町1-28
- 伊敷店 - 鹿児島市下伊敷1-42-37
- 与次郎店 - 鹿児島市与次郎1-11-20
- 南鹿児島店 - 鹿児島市宇宿2-23-23
- 中山店 - 鹿児島市山田町670
- 谷山店 - 鹿児島市谷山港3-1-43
- 遊輪館春日 - 鹿児島市春日町13-9

### 薩摩
- 指宿店 - 指宿市東方田口田10818-1
- 川内店 - 薩摩川内市矢倉町横通4260
- 大口店 - 伊佐市菱刈花北605-4
- 加世田店 - 南さつま市加世田内山田388
- 出水店 - 出水市野田町下名3986-31
- 姶良店 - 姶良市東餅田1735-1

### 大隅
- 鹿屋店 - 鹿屋市寿4-10-36
- 隼人店 - 霧島市隼人町真孝37-1
- 大隅店 - 曽於市大隅町月野1935-1

## 関連会社
- 南九州日野自動車